# Ego (singel B.A.P)
Ego – ósmy singel CD południowokoreańskiej grupy B.A.P, wydany 13 grudnia 2017 roku. Na płycie znalazły się trzy utwory, głównym utworem jest „HANDS UP”. Sprzedał się w nakładzie 19 234 egzemplarzy w Korei Południowej (stan na grudzień 2017 r.).

## Lista utworów
| Nr | Tytuł        | Czas |
| -- | ------------ | ---- |
| 1. | "HANDS UP"   | 3:32 |
| 2. | "MOONDANCE"  | 3:31 |
| 3. | "THINK HOLE" | 3:23 |

## Notowania
| Lista                    | Pozycja |
| ------------------------ | ------- |
| Gaon Weekly Album Chart  | 3       |
| Gaon Monthly Album Chart | 12      |
| Five Music (Tajwan)      | 9       |